# Login VSI
Login Virtual Session Indexer (Login VSI) is een softwareproduct waarmee men de prestaties en schaalbaarheid van virtuele Windows-omgevingen kan testen door het simuleren van een belasting (workload).

## Geschiedenis
Login Consultants begon in 2008 met de ontwikkeling van Login VSI. Sinds 2012 is Login VSI een zelfstandig bedrijf.

### Versiegeschiedenis
| Versie | Uitgavedatum     |
| ------ | ---------------- |
| 3.7    | 19 december 2012 |
| 4.0    | 10 juni 2013     |
| 4.1    | 5 augustus 2014  |